# Eupithecia piccata
Eupithecia piccata là một loài bướm đêm trong họ Geometridae.